# Neutraal element
In de wiskunde, meer bepaald in de abstracte algebra, is een neutraal element of identiteitselement ten aanzien van een bepaalde bewerking, een element dat bij bewerking met een ander element geen verandering teweegbrengt, dus het betrokken element onveranderd laat. Een neutraal element wordt ook wel eenheidselement genoemd, speciaal bij de vermenigvuldigingsoperatie, en nul-element bij de optelling. 
Men noteert het neutrale element bij een additieve notatie vaak met een 0 en noemt dat de additieve identiteit.

## Definitie
Een neutraal element in een magma {\displaystyle (V,*)}, is een element {\displaystyle e\in V} met de eigenschap dat voor elke {\displaystyle a\in V} geldt:
{\displaystyle a*e=a=e*a}.
Daaraan ziet men waarom van neutraal element wordt gesproken,want bij bewerking met een neutraal element verandert er niets,het element {\displaystyle e} gedraagt zich neutraal.
Men zou zich kunnen afvragen of het niet voldoende zou zijn slechts een van de gelijkheden te eisen. Door echter beide gelijkheden te eisen, is gegarandeerd dat ook als de bewerking {\displaystyle *} niet commutatief is,er slechts één neutraal element is. Stel namelijk dat {\displaystyle e_{1}} en {\displaystyle e_{2}} beide neutraal element zijn. Dan volgt direct:
{\displaystyle e_{2}*e_{1}=e_{2}}
en
{\displaystyle e_{1}=e_{2}*e_{1}},
dus
{\displaystyle e_{2}=e_{2}*e_{1}=e_{1}}

## Voorbeelden
- In de verzameling van de rationale getallen met de bewerking optellen is 0 de additieve identiteit.

{\displaystyle 4{,}27+0=4{,}27}
- In de verzameling van de gehele getallen met de bewerking vermenigvuldigen is 1 het neutrale element.

{\displaystyle 6\cdot 1=6}
- In de verzameling van alle matrices met de bewerking matrixoptelling is de nulmatrix, geheel met nullen gevuld, het neutrale element.

{\displaystyle {\begin{bmatrix}4&-1&0\\2&1&5\end{bmatrix}}+{\begin{bmatrix}0&0&0\\0&0&0\end{bmatrix}}={\begin{bmatrix}4&-1&0\\2&1&5\end{bmatrix}}}
- In de verzameling van de vierkante matrices en de bewerking matrixvermenigvuldiging is de eenheidsmatrix het neutrale element.

{\displaystyle {\begin{bmatrix}5&2\\3&-4\end{bmatrix}}\cdot {\begin{bmatrix}1&0\\0&1\end{bmatrix}}={\begin{bmatrix}5&2\\3&-4\end{bmatrix}}}
- Er bestaat geen neutraal element in de verzameling van de even getallen met de bewerking vermenigvuldigen.
- De identieke afbeelding is  onder de bewerking functiecompositie het neutrale element.

## Andere definities
- Een idempotent element is een element {\displaystyle p} waarvoor geldt dat {\displaystyle p*p=p}.
- Een absorberend element in {\displaystyle V} is een element {\displaystyle a\in V} met de eigenschap dat voor alle {\displaystyle x\in V} geldt: {\displaystyle a*x=a=x*a}.